# Холодний бівуак

Холодний бівуак.

Холодний бівуак — вимушений бівуак (ночівля) гірських туристів чи альпіністів на важкій ділянці маршруту. Одне з найважчих випробовувань в альпіністській практиці. Холодний бівуак — це ночівля без наметів і спальних мішків. Як правило, спати на такому бівуаці не можна — це небезпечно для життя (збільшується небезпека замерзання). На такому бівуаці треба сидіти (напівлежати, при можливості — лежати) притиснувшись один до одного, захиститися від вітру і обов'язково влаштувати мотузково-карабінну страховку (одна або дві точки-клини).
Холодний бівуак — найжорсткіший за умовами варіант сидячого бівуака.